# FC Dornbirn 1913
Fußballclub Dornbirn 1913 es un club de fútbol austriaco de Dornbirn (Vorarlberg). Actualmente juega en la 2. Liga, el segundo nivel del sistema de ligas de fútbol del país. Se fundó en 1913. Juega sus partidos de local en el Stadion Birkenwiese.

## Historia
El FC Dornbirn se fundó el 12 de marzo de 1913. Los colores del club fueron el rojo, blanco y negro, que luego se cambiaron a blanco y rojo. El escudo del club fue el mismo que el de la ciudad.
El club compitió sobre todo en el segundo nivel de ligas austriacas aunque alguna vez lo hizo en la Bundesliga.
En 1966, FC Dornbirn inició una cooperación, que duró solo una temporada, con Austria Lustenau. En 1979, el club se fusionó con el SC Bregenz y pasó a denominarse IG Bregenz/Dornbirn. En esta época jugaron durante varias temporadas la segunda división. Con la reestructuración de la Liga en 1984, el club fue descendido a la Regionalliga West, tercer nivel del país. La temporada siguiente ascendieron al segundo nivel y en 1987 se disolvió el club y pasaron a formar cada uno un club independiente. En 1988–89, volvieron a ascender al segundo nivel, pero descendieron a la siguiente temporada.
Desde 2005-06 hasta 2008-09, el FC Dornbirn jugó en la Regionalliga West. En la temporada 2008-09, ese proclama campeónde la Regionalliga West y vuelve a ascender. La historia se repite y a la siguiente temporada vuelven a descender. En ese momento, al club con sede en Vorarlberg también se le había negado una licencia para un lugar en la Primera Liga después de dos apelaciones. Aunque el FC Dornbirn aún habría tenido la oportunidad de asegurar su estatus como club de la Primera Liga a través de los play-offs de descenso incluso como último en la tabla, la esperanza se abandonó cuando no hubo descenso de la Bundesliga a la Primera Liga. Como al Austria Kärnten se le había negado la licencia de la Primera Liga, el FC Dornbirn renunció a ir al Tribunal de Arbitraje Neutral Permanente, la última instancia en materia de licencias, y regresó a la Regionalliga West.
En la temporada 2018-19, FC Dornbirn ganó el ascenso a la segunda división después de una ausencia de nueve años.